# Österreichischer Reichskreis

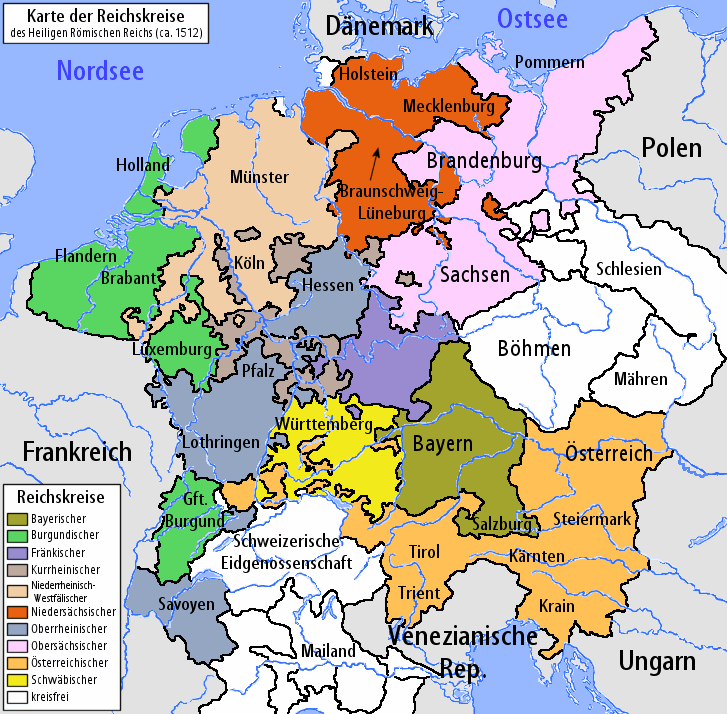
Reichskreiseinteilung am Anfang des 16. Jahrhunderts:
Österreichischer Reichskreis

Der Österreichische Reichskreis ist einer von zehn Reichskreisen, in welche unter Kaiser Maximilian I. 1500 bzw. 1512 das Heilige Römische Reich eingeteilt wurde. Der österreichische Reichskreis wurde auf dem Kölner Reichstag von 1512 beziehungsweise dem Wormser Reichstag von 1521 eingerichtet. Er bestand bis zum Ende des Alten Reiches im Jahr 1806, spielte aber aufgrund der Dominanz der Habsburger als eigenständiger Kreis keine große politische Rolle.

## Organisation
Der Reichskreis umfasste die österreichischen Erbländer. Damit wurde dem Haus Habsburg die Teilnahme an der Exekutionsordnung des Reiches gesichert. Nicht dazu gehörten die Länder der böhmischen Krone. Dazu gehörten jedoch die vorderösterreichischen Gebiete, die als Enklaven auf dem Gebiet des schwäbischen oder oberrheinischen Reichskreises lagen. Hinzu kamen weitere geistliche und weltliche Territorien, die nicht direkt Habsburg unterstanden. 
Eine Besonderheit war, dass zahlreiche gefürstete Familien, die in den Habsburger Erbländern begütert waren, zumindest zeitweise Mitglieder des Reichskreises waren. Per 1779 kam das Innviertel, nach dem Reichsdeputationshauptschluss 1803 die früheren geistlichen Staaten Salzburg und mit diesem Berchtesgaden hinzu, die vorher zum Bayerischen Reichskreis gerechnet wurden.
Kreisausschreibender Fürst, Kreisdirektor und Kriegsoberster war der jeweilige Erzherzog von Österreich. Eine politisch eigenständige Rolle konnte dieser vom Haus Habsburg beherrschte Kreis nicht spielen. Einzig das Hochstift Trient und das Hochstift Brixen kritisierten im 16. Jahrhundert zeitweise die Alleinvertretung des Kreises durch Habsburg. Schon durch ihre Bindung an die Habsburger Grafschaft Tirol konnte dies nicht wirksam werden. Insgesamt war der Reichskreis nicht wie die meisten anderen ein korporatives, regionales Verfassungsorgan, da es mit dem Haus Habsburg nur einen politisch wirkmächtigen Kreisstand gab. Allerdings erbrachte er annähernd ein Fünftel aller Reichssteuern.
Die politische Bedeutung der Reichskreise blieb im Osten des Reiches allgemein gegenüber den großen landesfürstlichen Territorien immer gering. Das gilt speziell für den Österreichischen Reichskreis, in dem nicht einmal Kreisversammlungen abgehalten wurden. Vertreter des Kreises nahmen lediglich an allgemeinen Kreistagen im Reich teil.

## Zusammensetzung
Zahlreiche gefürstete Familien, die in den Habsburger Erbländern begütert waren, galten zumindest zeitweise als Mitglieder des Reichskreises. Da keine Kreisversammlungen abgehalten wurden, haben nur die Reichsmatrikel wirklich Aussagekraft. Nach diesen umfasste der Österreichische Reichskreis die folgenden Territorien:
Weltliche Bank:
- Erzherzogtum Österreich; darunter wurden in diesem Zusammenhang zusammengefasst:
  -  (Erzherzogtum) (1) Österreich unter der Enns (mit Nebenländern)
  -  (Erzherzogtum) (1) Österreich ob der Enns (mit Salzkammergut) (3)
  -  Herzogtum Steiermark (mit Nebenländern)
  -  Herzogtum Kärnten (mit Nebenländern)
  -  Herrschaft Tarasp; Inhaber Dietrichstein
  -  Herzogtum Krain (mit Nebenländern)
  -  Markgrafschaft Istrien (2)
  -  Gefürstete Grafschaft Görz (ab 1717 mit Gradisca): Inhaber bis 1717: Eggenberg
  -  Gefürstete Grafschaft Tirol (mit Vorarlberg und den Exklaven der vorderösterreichischen Herrschaften wie z. B. der Grafschaft Kirchberg der Fugger)
- (bis 1548) Grafschaft Schaunberg (dann obderennsischer Landesteil)
- (bis 1548) Grafschaft Hardegg (dann unterderennsischer Landesteil)
- Auf Basis der Reichsmatrikel von 1521 wurden 1531 als Reichsstand noch aufgeführt:[4]
  - Rogendorf (Reichsstandschaft bereits 1521 von Österreich eximiert, de facto unterderennsischer Landesteil)
  - Losenstein (Reichsstandschaft bereits 1521 von Österreich eximiert, de facto obderennsischer Landesteil, 1629 erloschen)
  - Wolkenstein (Reichsstandschaft bereits 1521 von Österreich eximiert, de facto tirolischer Landesteil)
- (erst ab 1803) Kurfürstentum Salzburg (zuvor als Erzstift Salzburg beim bayerischen Reichskreis)

Reichsstädte:
- (Freie) Stadt Triest

Geistliche Bank:
- Hochstift Brixen (bis 1803)
- Hochstift Chur (bis 1803)
- Hochstift Trient (bis 1803)
- Ballei Österreich des Deutschen Ordens
- Ballei An der Etsch des Deutschen Ordens